# بخش مزایجان
بخش مزایجان یکی از بخش‌های شهرستان بوانات در استان فارس است مردم این منطقه بیشتر به گویشی فارسی سخن می‌گویند.

## جمعیت
براساس سرشماری مرکز آمار ایران در سال ۱۳۹۵، جمعیت بخش مزایجان ۱۰٬۵۹۱ نفر بوده است.

## تقسیمات کشوری
شهرمزایجان
بخش مزایجان از دو دهستان تشکیل شده است:
- دهستان مزایجان
- دهستان سروستان